# تترای ماهرخ آفریقایی
تترای ماهرخ آفریقایی (نام علمی: Bathyaethiops caudomaculatus)، گونه‌ای از تتراهای آفریقایی است که در رودخانه‌های با جریان کم جریان میانی و پایینی رودخانه کنگو یافت می‌شود. این ماهی اغلب در آکواریوم نگهداری می‌شود، اما اطلاعات کمی دربارهٔ پراکنش و عادات آن وجود دارد.

## عادات
این ماهی اغلب پیرامون سازه‌های زیر آب نظیر ریشه‌ها و تنه‌های داخل آب و زیر گیاهان شناور یافت می‌شود. یک گونه همه چیزخوار است که از حشرات کوچک آبزی و همچنین مواد گیاهی تغذیه می‌کند.